# Mourenx
Mourenx ist eine französische Gemeinde mit 5744 Einwohnern (Stand 1. Januar 2022) im Département Pyrénées-Atlantiques in der Region Nouvelle-Aquitaine (vor 2016: Aquitanien). Die Gemeinde wurde erst im Jahr 1957 gebildet. Sie ist Hauptort des Kantons Le Cœur de Béarn (bis 2015: Gemeinde im Kanton Lagor) im Arrondissement Pau.

## Geographie
Die Stadt liegt am Fluss Bayse rund zwei Kilometer vor seiner Einmündung in den Gave de Pau. Weitere Flüsse, die das Gemeindegebiet durchqueren, sind der die Baysère, der Luzoué und der Geü.

## Bevölkerungsentwicklung
| 1962  | 1968   | 1975  | 1982  | 1990  | 1999  | 2006  | 2022  |
| ----- | ------ | ----- | ----- | ----- | ----- | ----- | ----- |
| 8.760 | 10.734 | 9.469 | 9.036 | 7.460 | 7.576 | 7.550 | 5.744 |

## Weinbau
Der Ort gehört zum Weinbaugebiet Béarn.

## Söhne und Töchter der Gemeinde
- Charles Moureu (1863–1929), französischer Chemiker